# Prusy Królewskie
Prusy Królewskie (niem. Königlich-Preußen, łac. Prussia Regalis), Prusy Polskie – nazwa prowincji przyłączonej do Polski po wojnie trzynastoletniej postanowieniami pokoju toruńskiego z 1466 r.

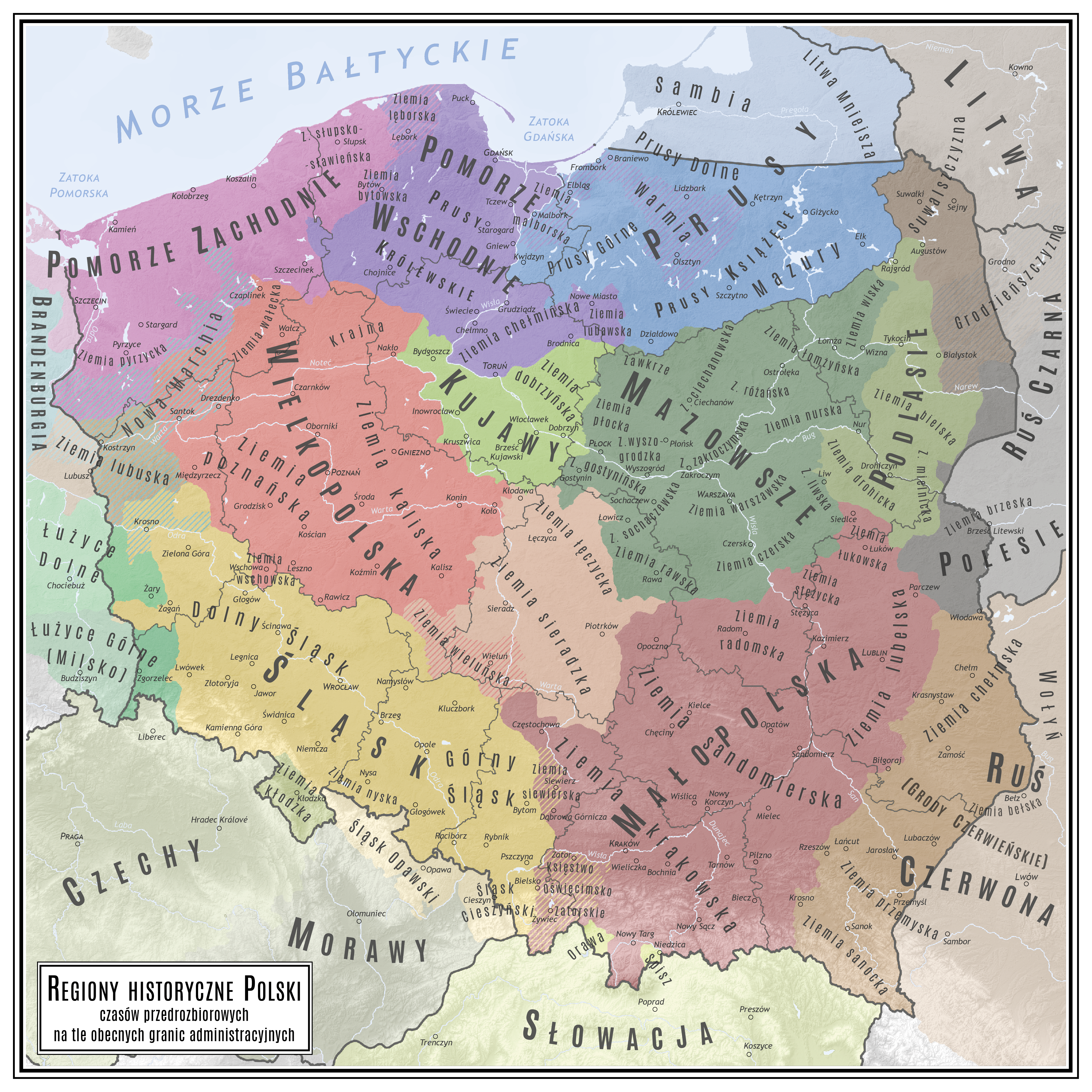
Prusy Królewskie i inne krainy historyczne Polski na tle współczesnych granic administracyjnych

Prusy Królewskie obejmowały: Pomorze Gdańskie, ziemię chełmińską, ziemię malborską oraz Warmię, która choć zaliczała się do Prus Królewskich, tworzyła jednak wydzielone władztwo terytorialne podlegające miejscowym biskupom – tzw. dominium warmińskie. Prowincja dzieliła się na trzy województwa: pomorskie, chełmińskie i malborskie oraz księstwo warmińskie.

Prusy Królewskie i Prusy Książęce

## Zarząd
Prusy Królewskie początkowo miały autonomię (m.in. odrębna moneta bita w mennicy królewskiej w Toruniu i skarb) i były rządzone przez radę, składającą się z przedstawicieli tzw. stanów pruskich, na czele których stał biskup warmiński. Rada ta podlegała królowi. Dużą rolę w radzie odgrywały najbogatsze miasta, tzw. wielkie miasta pruskie: (Toruń, Gdańsk, Elbląg), które posiadały tam swych przedstawicieli, a także same posiadały dużą autonomię i przywileje prawno-ustrojowe (Korektura pruska).

Akt oddania się stanów pruskich królowi Polski Kazimierzowi IV Jagiellończykowi i Koronie Królestwa Polskiego, 15 kwietnia 1454 roku, Archiwum Główne Akt Dawnych

W sprawach najważniejszych, zwłaszcza podatkowych, zwoływano Ogólne zgromadzenie stanów, które się składało z dwóch izb: ziemskiej (prałaci, urzędnicy ziemscy i szlachta) oraz miejskiej (przedstawiciele mniejszych miast). Dla podjęcia ostatecznych uchwał zbierały się izby połączone.
Na początku XVI wieku ukształtował się prowincjonalny sejm pruski, który składał się z dwóch izb: rady (zwanej też senatem) oraz izby niższej, w skład której wchodzili:
- posłowie szlacheccy wybierani na sejmikach wojewódzkich
- koło mieszczańskie, zwane inaczej gremium miast mniejszych

Wielkie miasta pruskie – w ramach systemu parlamentarnego prowincji – wykonywały specjalne zadania: Toruń sprawował pieczę nad archiwum, Elbląg miał w swej gestii pieczęć, a nadto wszystkie trzy miasta wysyłały na obrady sejmiku generalnego — obok oficjalnych delegatów, którymi byli burmistrz i jeden z rajców – także towarzyszących im sekretarzy. Ci ostatni sporządzali dokumenty, tzw. lauda będące uchwałami sejmiku
W roku 1658 król zwołał sejmik generalny (i to dwukrotnie) do Gdańska. Było to czymś wyjątkowym, bowiem sejmiki zwoływano zazwyczaj w Grudziądzu lub Malborku. Na pierwszej sesji na przełomie kwietnia i maja podjęto uchwałę o sporządzeniu nowej pieczęci ziem pruskich, bowiem pieczęć oryginalna znajdowała się w okupowanym przez Szwedów Elblągu. Pieczęć wykonano na koszt władz Gdańska, któremu przyznano przechowywanie jej „po wsze czasy”. Spór o prawo do pieczęci trwał do roku 1661 i zakończył się zwróceniem jej Elblągowi

## Historia
Ziemie Pomorza Gdańskiego pozostawały w związkach z Polską. Po opanowaniu Polski przez Wacława II znalazły się w granicach jego władztwa. W 1305 r. Wacław III przekazał Pomorze Gdańskie Brandenburgii w zamian za Miśnię, a w 1307 r. pomorscy Święcowie złożyli Brandenburgii hołd lenny. W następnym roku Brandenburczycy najechali Pomorze, a nowy król Polski Władysław Łokietek zwrócił się o pomoc do krzyżaków. Krzyżacy wypędzili najeźdźcę, ale nie oddali Pomorza Polsce, zaś w 1310 r. spłacili Brandenburgię kwotą 10 tys. grzywien i przekazaniem jej ziemi słupskiej i sławieńskiej.
W wyniku wojny trzynastoletniej z lat 1454–1466 Pomorze Gdańskie oraz okoliczne tereny (m.in. Warmia) przeszły pod władzę Polski pod nazwą Prus Królewskich.

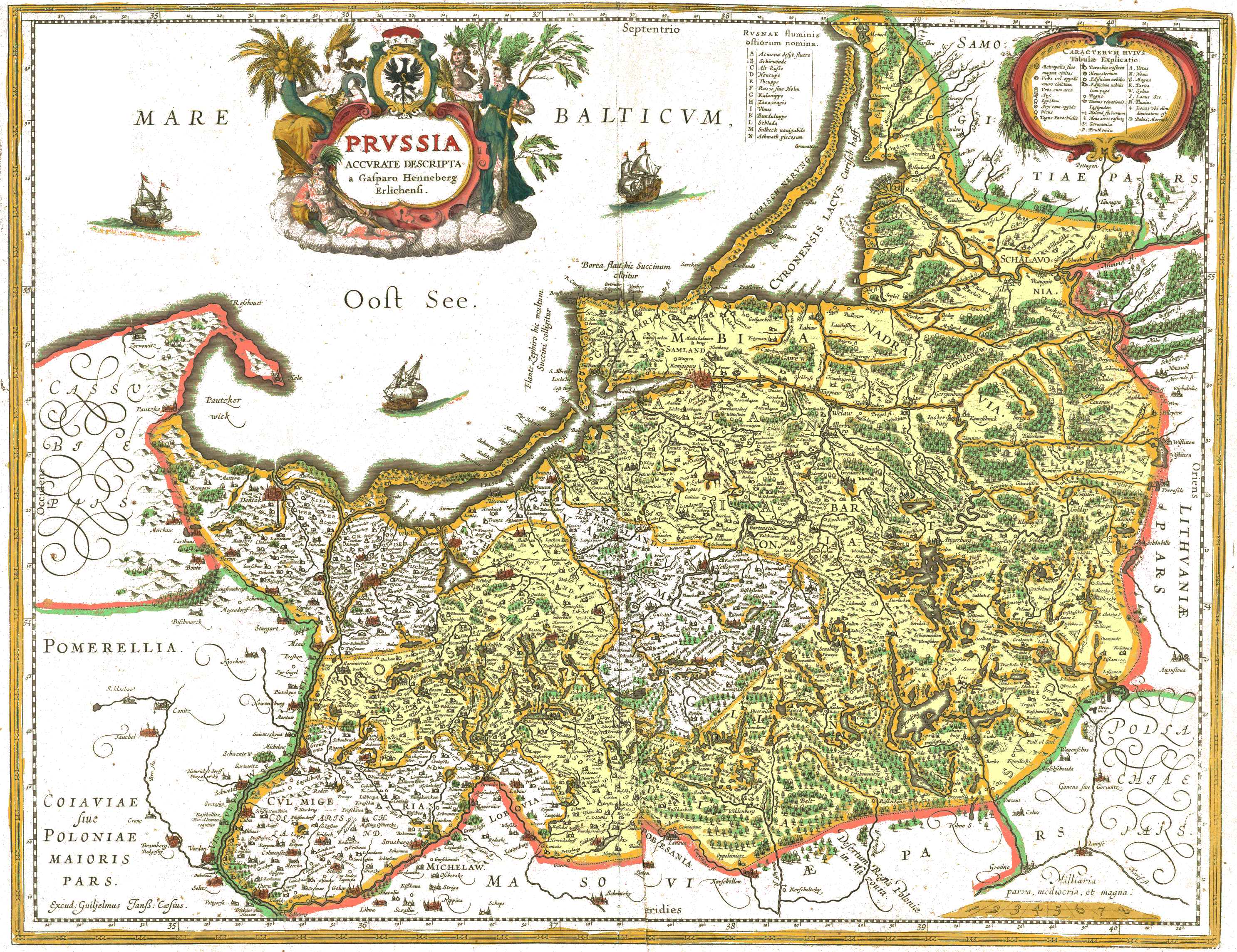
Prusy w 1576 roku

W roku 1569 na sejmie lubelskim Prusy Królewskie zostały inkorporowane do Korony. Rada przekształciła się w sejmik generalny, a jej senatorowie i posłowie weszli do Sejmu. Sejmik Generalny, zwany też „generałem pruskim”, składał się — inaczej niż inne sejmiki generalne — z dwóch izb i stanowił najwyższy organ autonomiczny Prus Królewskich. Przewodniczył mu biskup warmiński, a w razie jego nieobecności biskup chełmiński. Tak rozpoczęła się integracja polityczna i gospodarczo-społeczna tych ziem z Rzecząpospolitą, choć zachowały one odrębny skarb pruski i prawo sądowe chełmińskie, a od 1598 roku odrębną kodyfikację — Korekturę pruską.
W 1581 r. dzielnica pruska została włączona w polski system podatkowy, a w 1585 r. Trybunał Koronny stał się dla niej instancją apelacyjną.
W roku 1637, po wymarciu dynastii zachodniopomorskich Gryfitów, ziemie lęborska i bytowska, które były jako lenno we władaniu tych książąt od roku 1455, zostały wcielone do Prus Królewskich. W roku 1657, na mocy traktatów welawsko-bydgoskich, zostały przekazane Brandenburgii, formalnie jako lenno Polski (do 1772), ale w rzeczywistości je utracono.
W I rozbiorze Polski (1772) prawie całe Prusy Królewskie zostały zagarnięte przez Królestwo Pruskie (bez Gdańska i Torunia, które stracono w II rozbiorze Polski w 1793 roku). W latach 1808–1824 i 1877–1918 tworzyły osobną prowincję pruską – Prusy Zachodnie (niem. Westpreussen), w skład której wchodziły dawne Prusy Królewskie (bez Warmii) wraz z częścią dawnej Wielkopolski i skrawkiem Prus Książęcych.
Postanowieniami pokoju wersalskiego (1919) zwrócono Polsce w roku 1920 część Prus (woj. pomorskie), część wcielono do Prus Wschodnich jako rejencję Prusy Zachodnie (niem. Regierungsbezirk Westpreussen), z części utworzono Wolne Miasto Gdańsk, a z części powstała nowa prowincja pruska — Marchia poznańsko-zachodniopruska (niem. Grenzmark Posen-Westpreussen).